# Настоятельский корпус Антониева монастыря
Настоятельский корпус — памятник архитектуры. Расположен в Великом Новгороде, в Антониевом монастыре, современный адрес дома — Антоново, строение 12.
Участок изначально был занят надвратной церковью XIV века, сначала освящённой в честь Сретения, с XVI века — во имя Иоанна Списателя Лествицы, а также больницей с церковью Александра Невского 1699 года, у которой в 1720 году был пристроен второй этаж; после создания семинарии и до разборки в здании находилась сначала трапезная, потом «хлебня». В 1808 году было построено новое двухэтажное прямоугольное в плане здание в семь осей по проекту В. С. Поливанова, при этом при строительстве проект был соблюдён неточно — не были сделаны ионические пилястры на центральной части фасада. Предположительно при поздних перестройках к декору здания были добавлены карниз из триглифов и метопов и полукруглое окно на фронтоне.
Центральные части восточного и западного фасада раскрепованы на три оси и завершены треугольными фронтонами. Между окнами первого и второго этажей расположены выложенные из кирпича панно с капельками. Нижний этаж здания рустован.
Во время Второй Отечественной войны была утрачена кровля, перекрытия здания, заполнения проёмов, была повреждена стенная кладка, разрушены балконы, заделан вход с южной стороны. Реставрация с приспособлением под жильё под руководством Т. В. Гладенко прошла в 1957—1961 годах; балконы восстановлены не были, вместо прежнего входа была сделана лестница на месте надвратной церкви.